# Jorge Accame
Jorge Accame (Buenos Aires, 6 de noviembre de 1956) es un escritor argentino.

## Biografía
Desde 1982 vive en San Salvador de Jujuy. Es profesor en Letras y se desempeña como docente universitario en la Facultad de Humanidades y Ciencias Sociales de la Universidad Nacional de Jujuy.

## Obras publicadas

### Poesía
- Objetos, 2021
- Cuatro Poetas, 1999.
- Golja, 1995.
- Punk y circo, 1989.

### Cuentos
- Oscura luz del monte, 2020.
- Antiguos cuentos de Brujas, 2015.
- Emails desde la isla del caimán tuerto, 2016.
- Los meteoritos odiaban a los dinosaurios, 2013.
- La niña tortuga, 2012.
- El secreto del Glaciar, 2011.
- Cumbia, 2003.
- Ángeles y diablos, 2001.

### Teatro
- Quería taparla con algo, 2016.
- Casa de Piedra, Cruzar la Frontera, Jueves de Comadres, Súriman Ataca, Súriman vuelve, Lo que no es del César, 2011.
- Chingoil Cómpani, Venecia, Segovia o de la Poesía, Hermanos, 2008.
- Venecia, 1981.

### Novela
- Cuatro poetas (hexalogía), 2021
- Contrafrente, 2017
- Gentiles Criaturas, 2010.
- Forastero, 2008.
- Segovia o de la poesía, 2001.
- Concierto de Jazz, 2000.

## Premios y reconocimientos
- Premio Konex 2004 en Teatro: Quinquenio 1994 – 1998
- Beca de la Fundación Antorchas para participar del Programa Internacional de Escritura en la Universidad de Iowa (Estados Unidos)
- Beca del Fondo Nacional de las Artes
- Beca del Instituto Nacional del Teatro
- Beca de la Fundación Guggenheim
- Beca de la Fundación Civitella Ranieri
- Beca de la Fundación Macdowell
- Premio Florencio Sánchez, por Venecia
- Premio Estrella de Mar, por Venecia
- Premio Trinidad Guevara, por Segovia o de la poesía
- Premio de Novela La Nación - Sudamericana, por Forastero
- Premio Ciudad de Buenos Aires, por Cumbia
- Premio Norma, por Los meteoritos odiaban a los dinosaurios
- Premio Nacional de Letras 2021, por Contrafrente